# Nawaf Al Humaidan
Nawaf Al Humaidan (en árabe: نواف الحميدان‎, Kuwait, Kuwait; 8 de marzo de 1981) es un exfutbolista kuwaití que jugaba en la posición de centrocampista.

## Carrera

### Club
Jugó toda su carrera con el Kazma SC de 1999 a 2014, con el que ganó tres copas nacionales.

### Selección nacional
Jugó para Kuwait en 21 ocasiones de 2003 a 2007 y anotó dos goles; participó en los Juegos Olímpicos de Sídney 2000 y en la Copa Asiática 2004.

## Logros
- Copa del Emir de Kuwait (1): 2011
- Copa Al Khurafi (2): 2004, 2007